# بخش کلی (شهرستان توسکاراواس، اوهایو)
بخش کلی (به انگلیسی: Clay Township) یک منطقهٔ مسکونی در ایالات متحده آمریکا است که در شهرستان توسکاراوس، اوهایو واقع شده‌است.
 بخش کلی ۶۳٫۹ کیلومتر مربع مساحت و ۱٬۹۸۱ نفر جمعیت دارد و ۲۴۸ متر بالاتر از سطح دریا واقع شده‌است.